# Generador de Van de Graaff

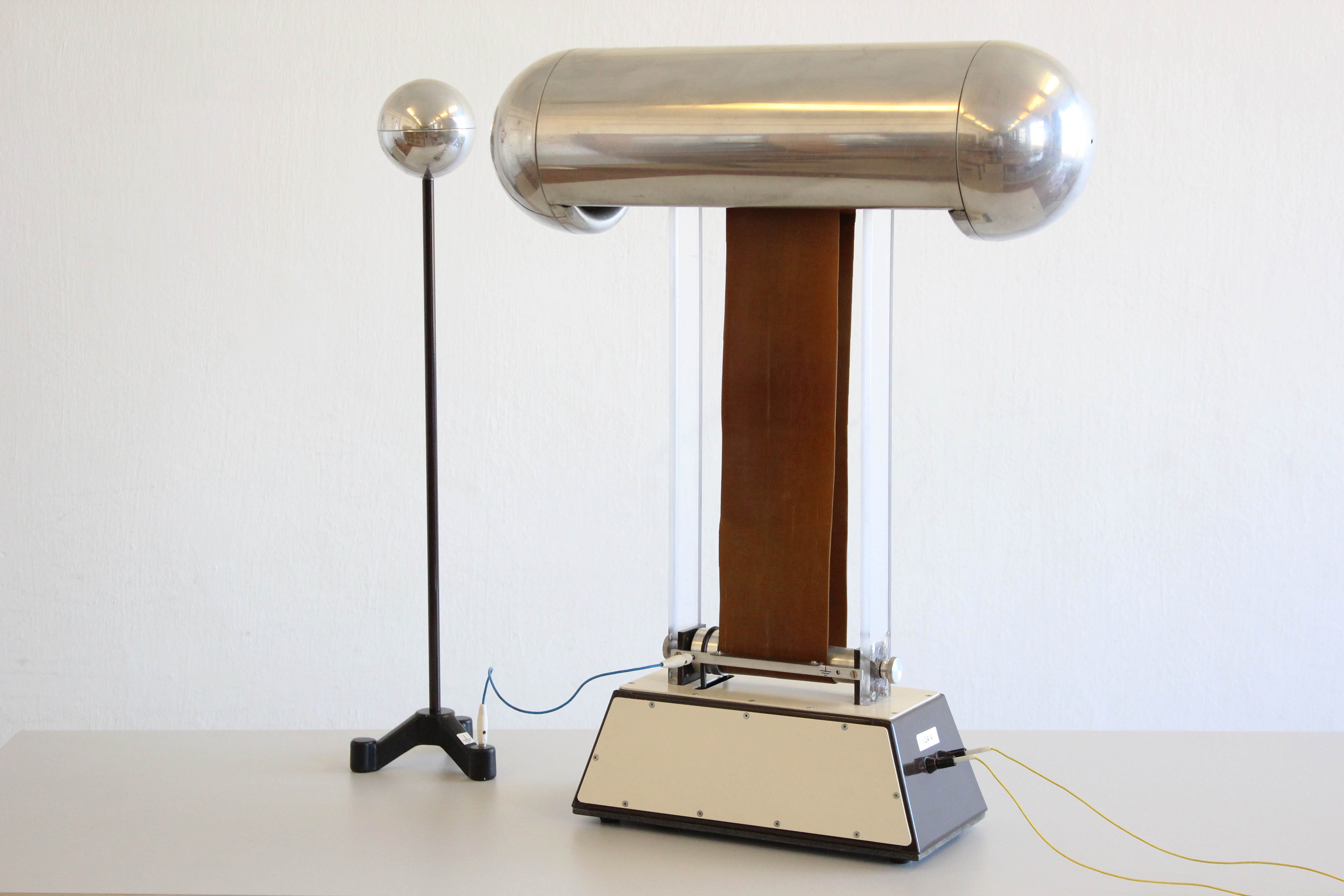
Generador de Van de Graaff.

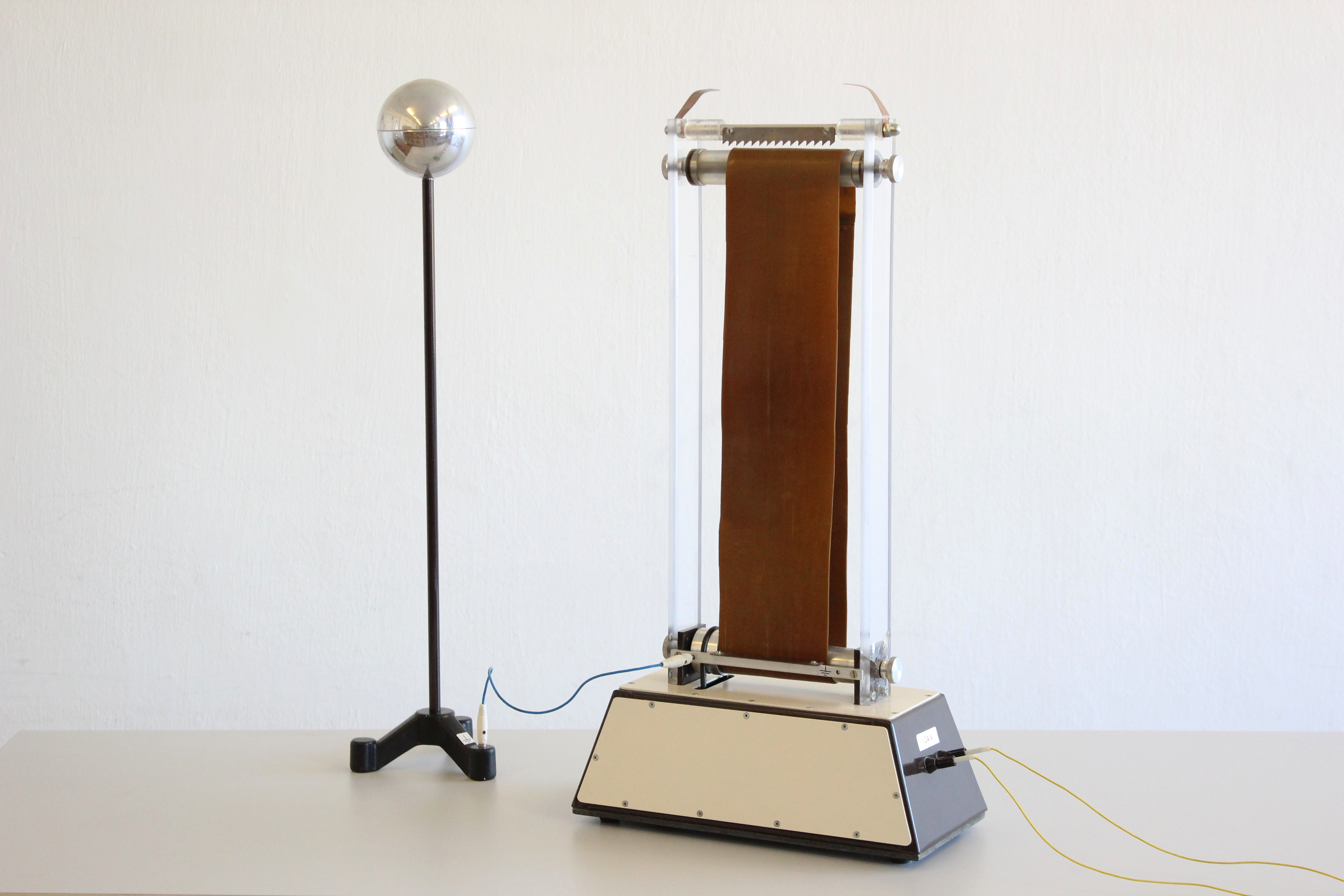
El generador sin la esfera de metal.

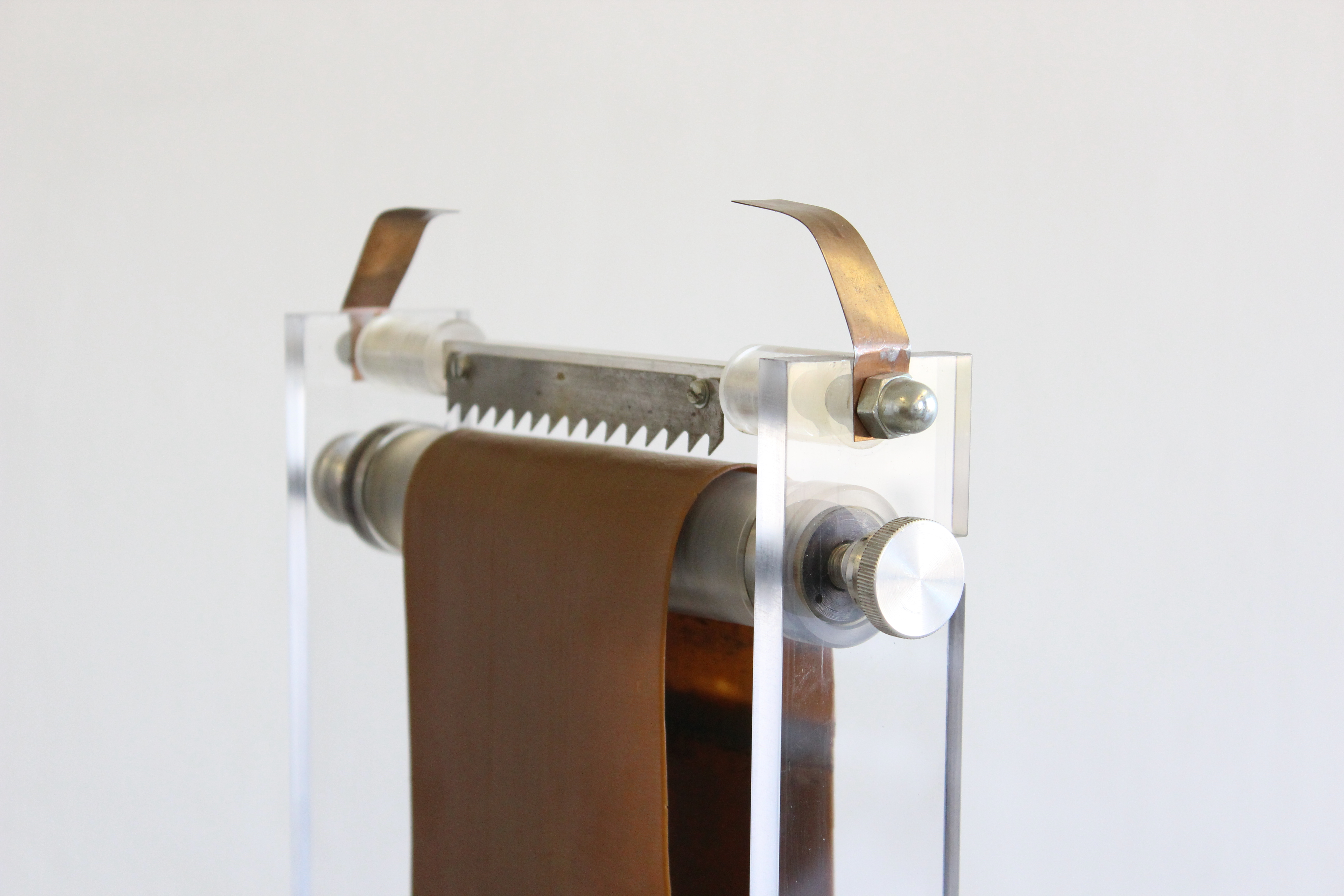
El rodillo y peine superior.

El generador de Van de Graaff,  es un aparato electrostático creado por Robert J. van de Graaff y que utiliza una cinta móvil para acumular grandes cantidades de carga eléctrica en el interior de una esfera metálica hueca. Las diferencias de potencial así alcanzadas en un generador de Van de Graaff moderno pueden llegar a alcanzar los 5 MV.

## Funcionamiento
El generador consiste en una cinta transportadora de material aislante motorizada, que transporta carga a un terminal hueco. La carga es depositada en la esfera por inducción en la cinta, ya que la varilla metálica o peine está muy próxima a la cinta, pero no en contacto. La carga, transportada por la cinta, pasa al terminal esférico nulo por medio de otro peine o varilla metálica que se encarga de producir energía; esto hace que las partículas de energía que se encuentran dentro de la esfera al hacer contacto con otro cuerpo similar (que produzca energía) absorbe aquella produciendo estática en el cuero capilar u otro objeto que esté en contacto directo.

## Historia
Por concepto de un generador electrostático en el que la carga es transportada mecánicamente en pequeñas cantidades al interior de un electrodo de alta tensión que retorna al Generador de Kelvin, inventado en 1867 por William Thomson (Lord Kelvin), en la cual gotas de agua cargadas eléctricamente caen a una cubeta con la misma polaridad. En esta máquina, la fuerza gravitacional mueve las gotas en contra del campo electrostático contrario de la cubeta. Fue el mismo Kelvin quien primero sugirió utilizar una correa que llevara la carga en vez del agua. La primera máquina electrostática que utilizó fue una correa muy extensa para transportar carga la cual fue construida en 1872 por Augusto Righi. Se utilizó una correa de caucho india con anillos de alambre a lo largo de su longitud como portadores de carga, las cuales entraron a un electrodo esférico metálico. La carga fue aplicada a la correa desde el rodillo inferior conectado a tierra por inducción electrostática utilizando una lámina cargada. John Gray también inventó una máquina del mismo estilo alrededor de 1890. Otra máquina un poco más compleja fue inventada en 1903 por Juan Burboa. Una inspiración más inmediata del Van de Graaff fue el generador W. F. G. Swann desarrollado en la década de 1920 en el que la carga era transportada a un electrodo mediante la caída de bolas metálicas, lo que nos devuelve al principio en que se basa el Generador de Kelvin.
La razón por la cual la carga extraída desde la correa se mueva al exterior del electrodo esférico, aunque ya contenga una elevada carga de la misma polaridad, es explicada por el experimento de la cubeta de hielo de Faraday.
El generador de Van de Graaff fue desarrollado a comienzos de 1929 por el físico Robert J. Van de Graaff en la Universidad de Princeton en conjunto, con la ayuda de su colega Nicholas Burke. El primer modelo fue demostrado en octubre de 1929. La primera máquina utilizó un bote común y corriente, un pequeño motor, y una banda de seda que fueron compradas en una tienda de variedades con lo cual, se hizo cargo del departamento de física solicitando cien dólares con el fin de mejorar las condiciones. Obtuvo el dinero, con cierta dificultad. Antes de 1931, reportó que había alcanzado los 1,5 MV, diciendo que 'la máquina es simple, económica y portátil'. Un enchufe de lámpara común proporciona la energía necesaria. Según la aplicación de una patente, tenía dos esferas con acumulación de carga, cada una de 60 cm de diámetro montado en unas columnas de vidrio borosilicatado de 180 cm de altura; el aparato tuvo un costo de solo $90 dólares en 1931.
Van de Graaff aplicó para una segunda patente en diciembre de 1931, el cual fue asignado al Instituto Tecnológico de Massachusetts (MIT) a cambio de una parte de los ingresos netos. Luego la patente fue dada por hecho.
En 1933, Van de Graaff construyó un modelo de 40 pies (12 m) en la instalación de Round Hill del MIT, el cual fue donado al Coronel Edward H. R. Green.
Uno de los aceleradores de Van de Graaff utilizó dos domos cargados de un tamaño suficiente tal que cada uno de los domos tuviera laboratorios en su interior - uno que proveyera la fuente del haz acelerado, y el otro que analizara el experimento en cuestión. La potencia del equipo dentro de los domos venía de los generadores que accionaban la correa, y tras múltiples sesiones se dio un final bastante horripilante cuando una paloma intentaba volar entre las dos cúpulas o domos, haciendo que se descargaran. (El acelerador se instaló en un hangar de avión).
En 1937, la “Westinghouse Electric Company” construyó un generador de Van de Graaff de 65 pies (20 m) capaz de generar 5 MV en Forest Hills, Pensilvania, marcando así el comienzo de la investigación nuclear para aplicaciones cívicas. Fue decomisada en 1958 y luego demolida en el 2015.
Un desarrollo más reciente es el “Tandem Van de Graff Accelerator”, que contiene uno o más generadores de Van de Graff, en la que iones cargados negativamente se aceleran por medio de una diferencia de potencial antes de ser separados en dos o más electrones dentro de un terminal de alto voltaje, para ser acelerados nuevamente. Un ejemplo de una operación trifásica ha sido construida en el Laboratorio Nuclear de Oxford en 1964 de un inyector de un solo eje de 10 MV y una de 6 MV en tándem.
En los años 1970 se pudieron alcanzar hasta 14 MV en el terminal de tándem, el cual utilizó un tanque de alta presión del gas hexafloururo de azufre (SF6) para prevenir la generación de chispas por los electrones atrapados. Esto permitió la generación de rayos de iones pesados de muchas decenas de megaelectronvoltios suficientes para estudiar reacciones nucleares por iones de luz directa. El potencial más alto sostenido por un acelerador de Van de Graff es de 25.5 MV, alcanzado por Tandem en “Holifield Radioactive Ion Beam Facility” en “Oak Ridge National Laboratory”.
El “pelletron”, un posterior descubrimiento en donde el caucho o el cinturón de tela es reemplazado por una cadena de conductores cortos conectados por enlaces aisladores, y el electrodo ionizador de aire es reemplazado por un rodillo conectado a tierra y un electrodo inductor de carga. La cadena puede ser manejada a una velocidad mucho mayor que el cinturón, y el voltaje y la corriente adquirida son mucho mayores que en el generador de Van de Graff tradicional. El “14 UD Heavy ion Accelerator” en la Universidad Nacional Australiana posee un “pelletron” de 15 MV. Sus cadenas poseen una longitud de más de 20 m y pueden viajar a más de 50 km/h (32 mph).
La “Nuclear Structure Facility (NSF)” en el Laboratorio de Daresbury fue sugerida en 1970, comisionada en 1981, y abierta a experimentos en 1983. Consistía de un generador de Van de Graaff operando rutinariamente a 20 MV, contenida en un distintivo edificio de 70 m de altura. Durante su ciclo de vida, aceleró 80 diferentes tipos de haz de iones para uso experimental, en un rango desde protones hasta uranio. Una característica particular fue la capacidad de acelerar isotopos poco comunes y rayos radioactivos. Probablemente, el descubrimiento más importante hecho en el “NSF” fue el núcleo súper deformado. Estos núcleos cuando fueron concebidos a partir de la fusión de elementos más ligeros, rotaban muy rápido. El patrón de rayos gamma emitido mientras a medida que desaceleraba, proveyó información detallada sobre la estructura interna de los núcleos. Por recortes financieros, la NSF cerró en 1993.
Este tipo de generador eléctrico fue desarrollado inicialmente por el físico Robert J. Van de Graaff en el MIT alrededor de 1929 para realizar experimentos en física nuclear en los que se aceleraban partículas cargadas que se hacían chocar contra blancos fijos a gran velocidad. Los resultados de las colisiones nos informan de las características de los núcleos del material que constituye el blanco. El primer modelo funcional fue exhibido en octubre de 1929, y para 1931 Van de Graaff había producido un generador capaz de alcanzar diferencias de potencial de un megavoltio. En la actualidad existen generadores de electricidad capaces de alcanzar diferencias de voltaje muy superiores al generador de Van Graaff pero directamente emparentados con él. Sin embargo, en la mayor parte de los experimentos modernos en los que es necesario acelerar cargas eléctricas se utilizan aceleradores lineales con sucesivos campos de aceleración y ciclotrones. Muchos museos de ciencia están equipados con generadores de Van de Graaff por la facilidad con la que ilustra los fenómenos electrostáticos.

## Generadores de Van de Graaff en exhibición

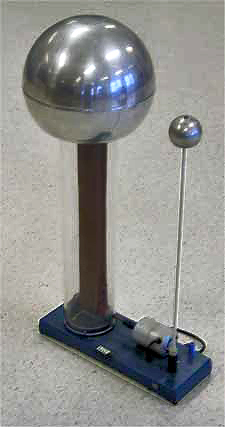
Generadores de Van de Graaff

Uno de los generadores Van de Graaff más grandes del mundo, construido por el mismo Robert J. Van de Graaff, están ahora en exhibición permanente en el Museo de Ciencias de Boston. Con dos esferas de aluminio conjuntas de 4,5 m (15 pies) puestas en columnas de 22 pies (6.7 m) de altura, este generador puede alcanzar a menudo 2 MV (2 MV). Exhibiciones utilizando el generador de Van de Graaff y varias bobinas de Tesla son presentadas de 2 a 3 veces al día. Muchos museos de ciencia como el Museo Americano de Ciencia y Energía, tienen muestras a pequeña escala de los generadores de Van de Graaff en exhibición y se aprovechan sus cualidades de generación estática para crear ''relámpagos'' o hacer que el cabello de la gente se eleve. Los generadores de Van de Graaff también son utilizados en colegios y ferias de ciencia.

## Comparación con otros generadores de alto voltaje
Otras máquinas electroestáticas tradicionales como la máquina de Wimshurst o la máquina de Bonetti pueden fácilmente producir más corriente que el generador de Van de Graaff para experimentos con electroestática y tener resultados positivos y negativos. En estos generadores, sin embargo, el efecto corona expuesto en las partes metálicas a un alto potencial y más bajo aislamiento dan como resultado voltajes más pequeños. En un generador electroestático, la razón de carga transportada (corriente) al electrodo de alta tensión es muy pequeño, por lo que el máximo voltaje es alcanzado cuando la pérdida de corriente del electrodo iguala a la razón del transporte de carga. En el generador de Van de Graaff, la correa permite el transporte de carga hacia el interior de un gran electrodo esférico hueco. Esta es la forma ideal para minimizar la pérdida y el efecto corona, permitiendo que el generador de Van de Graaff pueda producir el mayor voltaje. Esta es la razón por la cual, el diseño de Van de Graaff ha sido utilizado por todos los aceleradores de partículas electroestáticos.

## Experimentos con el Van de Graaff

### Experimento con una jaula de Faraday
Una jaula de Faraday es una pantalla eléctrica, una superficie conductora que rodea un espacio hueco, es decir un recinto cerrado formado por cubiertas metálicas o un enrejado de mallas apretadas impide en el interior la influencia y/o perturbaciones producidas por campos eléctricos externos.
El efecto jaula de Faraday provoca que el campo electromagnético en el interior de un conductor en equilibrio sea nulo, y por tanto se anulen todos los efectos de los campos. La “jaula de Faraday” es un recinto cerrado formado por cubiertas metálicas o por un enrejado de mallas apretadas que impide en el interior la influencia de los campos eléctricos exteriores. El funcionamiento de la jaula de Faraday se basa en las propiedades de un conductor en equilibrio electrostático. Cuando la caja metálica se coloca en presencia de un campo eléctrico externo, las cargas positivas se quedan en las posiciones de la red; los electrones, sin embargo, que en un metal son libres, se mueven en sentido contrario al campo eléctrico y, aunque la carga total del conductor es cero, uno de los lados de la caja (en el que se acumulan los electrones) se queda con un exceso de carga negativa, mientras que el otro lado se queda sin electrones (carga positiva). Se busca una jaula de Faraday en cuyo interior se coloca un electroscopio, luego se acerca el conjunto al Van der Graaff y se constata que el electroscopio no causa carga esto es el efecto de apantallamiento de una jaula de Faraday en las proximidades de una generador de Van der Graaff. Luego se hace el mismo experimento sin la jaula y se comprueba que las plaquitas se distancian.El efecto de apantallamiento de una jaula de Faraday en las proximidades de una generador de Van de Graaff.

### Campanas de Franklin
El objetivo de este experimento es demostrar que las cargas eléctricas del mismo signo se repelen, mientras que las de signo opuesto se atraen.
Corta un trozo de papel aluminio, de aproximadamente 30 por 30 cm. Coloca las dos latas, separadas por una distancia de 5 cm. Pon el lápiz apoyado sobre ellas, y lo fijas al menos a una, con cinta adhesiva.
Corta un trozo de hilo y se ata un extremo del mismo a la chapita (la que se estira para abrir el refresco). Se enrolla el otro extremo del hilo en el lápiz, de modo para crear un péndulo.
Después se pega con cinta adhesiva el trozo de papel aluminio a la esfera del Van de Graaff. Se pela ambos extremos de uno de los trozos de conductor eléctrico y lo pegas con cinta sobre el papel aluminio. Asegúrate que está haciendo contacto. El otro extremo del conductor lo debes pegar en la lata, en algún sitio que no tenga pintura preferentemente. Pela el segundo conductor. Uno de los extremos debes pegarlo a la otra lata, mientras que el otro quedará libre.
Para poner en marcha estos experimentos de física, toca ese extremo libre y enciende y apaga la TV un par de veces. Verás como tus campanas de Franklin caseras comienzan a sonar.
Cuando encendemos y apagamos la TV se crea sobre la pantalla un campo eléctrico que la carga. Mediante el papel aluminio estamos “recogiendo” esas cargas y gracias al conductor que va hacia una de las latas, la misma queda cargada electrostáticamente.
El péndulo no tiene carga eléctrica, por lo que al estar cargada la lata de la derecha (en el video) lo atrae. Este fenómeno es el mismo que observamos cuando acercamos el famoso peine cargado a los trocitos de papel.
Una vez que el péndulo entra en contacto con la lata de refrescos, se carga, y lo hace del mismo signo. Es decir, tanto la lata como el péndulo tienen cargas del mismo signo o la misma polaridad. Al ser iguales, se repelen.
Ahora tenemos un péndulo cargado, y una lata sin carga (la de la izquierda del video). Es por eso que el péndulo va hacia ella. Cuando entran en contacto, el péndulo cede su carga a la lata, y ella a nosotros mediante el conductor.
Nuevamente el péndulo esta descargado y todo el ciclo comienza de nuevo.

### Carga de una persona
Este experimento es el que más impacto causa entre los alumnos. Para tener éxito en esto debemos “afilar” muy bien el generador. Debemos buscar una persona de poca masa muscular; cabello largo, fino y limpio. Le hacemos subir a una plancha de poliestireno gruesa y le hacemos tocar la esfera con el generador de Van de Graaf apagado y descargado, luego se pone en marcha el generador.
Al estar en contacto con el generador, la carga pasa al cuerpo del voluntario/a ya que el cuerpo humano es medio conductor de la corriente eléctrica y se reparte por toda su superficie. Todos los pelos adquieren carga del mismo signo lo que provoca que al repelerse el pelo se ahueque y se ponga de punta.
En resumen, si conectamos a la esfera algo poco pesado (mechón de pelo, unos copos de cereales, etcétera), al adquirir carga del mismo signo estos cuerpos se repelen y los pelos se ponen de punta.
Si una persona que está eléctricamente aislada (encima de una caja de plástico de, por ejemplo, bebidas) toca con su mano el generador, se carga eléctricamente. Si su pelo es liso y está limpio se pone de punta. Sale muy bien con niños pequeños con el pelo largo (su pelo es más fino).

### Viento iónico y motor iónico
En este experimento, pegamos una aguja metálica a la esfera del Van de Graaff y acercamos a ella una vela encendida y se puede observar cómo se mueve la llama. La persona que esté cercana a la punta se va a ir cargando eléctricamente (terminará descargándose, pero es inofensivo, ya que la intensidad es baja).
Pegamos una aguja metálica a la esfera y sobre la punta de esta colocamos unas hélices metálicas (pueden hacerse con papel de aluminio con un agujero en el centro para introducir por ahí la aguja) de forma que estas puedan girar pero no salgan despedidas (para ello podemos doblar un poco la punta de la aguja).

### Carga de condensadores de alta tensión
El experimento es interesante pero debe ser realizado solo por el profesor y no permitir que los alumnos lo hagan, los condensadores por inofensivos que parezcan se cargan con gran cantidad de corriente (amperes) y si uno toca las dos placas puede provocarle hasta una fibrilación cardiaca, hay cierto tipo de armas de defensa personal que se basan en esto.
Se acerca el condensador a la esfera hasta hacer contacto con la misma luego con un cable se muestra la chispa de descarga entre las dos placas. También se puede acercar a un electroscopio que marcará la presencia de carga eléctrica.

### Descarga de electricidad
El experimento es interesante pero debe ser realizado solo por el profesor y no permitir que los alumnos lo hagan, los condensadores por inofensivos que parezcan se cargan con gran cantidad de corriente (amperes) y si uno toca las dos placas puede provocarle hasta una fibrilación cardiaca, hay cierto tipo de armas de defensa personal que se basan en esto.
Se acerca el condensador a la esfera hasta hacer contacto con la misma luego con un cable se muestra la chispa de descarga entre las dos placas. También se puede acercar a un electroscopio que marcará la presencia de carga eléctrica.